# 帕特里克·鲍斯-莱昂
帕特里克·鲍斯-莱昂（英語：Patrick Bowes-Lyon，1863年3月5日—1946年10月5日），生于贝尔格莱维亚，英国男子网球运动员。他曾获得1887年温布尔登网球锦标赛男子双打冠军。他于1946年在韦斯特勒姆去世。